# Aït Betroun
 (mai 2025).
Ait Betroun ou Aït Bethroun, (en Kabyle: At Vetṛun, dont le gentilé est avetṛun au singulier et ivetṛunen au pluriel), était une ancienne confédération kabyle (taqbilt) composée de quatre âarchs : Aït Yenni, Aït Ouacif, Aït Boudrar et Aït Bou-Akkach. Ils font partie des Zouaoua (en kabye: Igawawen) et sont localisés dans le sud-centre de la wilaya de Tizi Ouzou en Grande Kabylie, Algérie.
Ils s'intitulent orgueilleusement « le cœur des Zouaoua », ils sont de mœurs farouches, très rigides dans l'observation de leurs lois et y avait peu de voleurs parmi eux. Chez eux, l'industrie a acquis un développement assez remarquable. Cette confédération, ayant le plus grand nombre d'ouvriers en métaux en Grande Kabylie, est connue pour son industrie d'armes, telle que la fabrication de fusils, flissas, et son artisanat, comme celui des bijoux. Chez les Aït Boudrar, les Aït Ouacif, et surtout les Aït Yenni, il existait de bons ouvriers dont l’art était plus perfectionné. Les Aït Betroun étaient aussi des faux-monnayeurs connus durant l'époque de la régence d'Alger et inondèrent les marchés de la régence avec leur fausse monnaie.
Ils formaient, avec leurs voisins les Aït Menguellet, la confédération des Zouaoua. Ils furent mentionnés par Ibn Khaldoun au XIVe siècle dans sa liste des tribus les plus marquantes de Grande Kabylie. Ils ont vaincu les ottomans, à qui ils n'ont jamais payé d'impôts, et demeurent indépendants. Ils participèrent à la défense d'Alger en 1830, et continuèrent leur résistance avec les autres tribus de Kabylie contre les Français jusqu'à leur défaite définitive en 1857, étant une des dernières tribus du nord algérien à capituler. Ils s'étaient soulevés contre les Français en 1871, et ont aussi participé dans la guerre d'indépendance algérienne (1954 à 1962).

## Localisation
Les communes qui composent les Aït Betroun sont : Aït Yenni, Ouacif et Iboudraren, dans le sud-centre de la wilaya de Tizi Ouzou en Grande Kabylie. Les Aït Betroun sont voisins des :
- Aït Mahmoud (confédération des Aït Aïssi), Aït Oussammer et Aït Aggouacha (confédération des Aït Irathen) au nord.
- Aït Menguellet, Akbil et Yatafen (confédération des Aït Menguellet) à l'est.
- Ouadhia, Aït Ougdal, Aït Chebla et Aït Ahmed (confédération des Aït Sedka) à l'ouest.
- Aït Ouakour et M'Chedallah au sud.

| Aït Mahmoud (conf. des Aït Aïssi) | Aït Oussammer (conf. des Aït Iraten) | Aït Aggouacha (conf. des Aït Iraten) |
| Confédération des Aït Sedka       | Aït Betroun                          | Confédération des Aït Menguellet     |
| M'Chedallah                       | M'Chedallah                          | Aït Ouakour                          |

## Étymologie
Le nom « Aït Betroun » est composé du préfix berbère « Aït » qui indique la filiation, et « Betroun », et donc la signification entière du nom est « les fils de Betroun ». Cependant, « Aït » a aussi un autre sens, celui de « les gens de X » ou « ceux de X », comme dans « Aït Ouacif » qui signifie « les gens de la rivière », et « Aït Boudrar », « les gens de la montagne. » Le gentilité est Abetroun au singulier (en kabyle: Abetrun, prononcé avethroun), et Ibetrounen au pluriel (en kabyle: Ibetrunen, prononcé ivethrounen). La confédération fut mentionnée par Ibn Khaldoun au XIVe siècle en arabe sous la forme suivante : « بني يترون » (Beni Itroun).

## Origines
Selon la tradition orale, les Aït Yenni et les Aït Ouacif ont un même ancêtre dont le nom est Aïssam. Aïssam avait deux fils : Yenni, ancêtre des Aït Yenni, et Ouacif, ancêtre des Aït Ouacif.

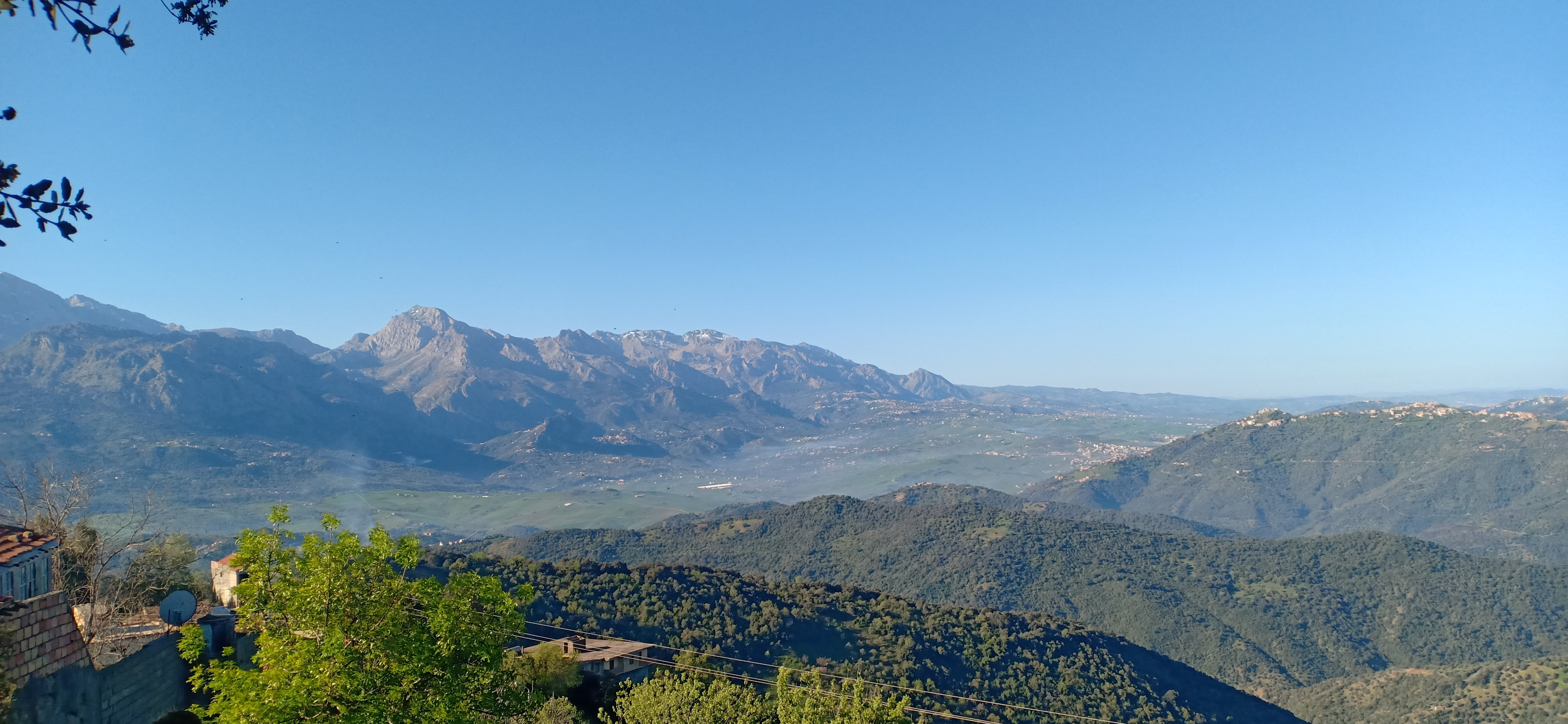
Le Djurdjura vu d'Aït Yenni.

D'après l'historien arabe du XIVe siècle, Ibn Khaldoun, les Aït Betroun sont une des tribus les plus marquantes des Zouaoua, un ensemble de tribus de Grande Kabylie qui faisait partie, selon Ibn Hazm, et dont l'hypothèse fut reprise par Ibn Khaldoun, de la grande confédération berbère des Kutama qui était la force principale du caliphat fatimide.
Mais selon les généalogistes berbères eux-mêmes, les Zouaoua sont des Zenètes descendants de Semgan, fils de Yahya (Yedder), fils de Dari, fils de Zeddjik, fils de Madghîs al-Abter, ancêtre des Berbères du groupe Botr, l'autre étant les Branès, dont font partie les Sanhaja et les Kutama. Ceci est plus probablement une confusion entre les Zouagha, tribu zenète, et les Zouaoua, dont les noms se ressemblent. L'hypothèse d'Ibn Khaldoun et d'Ibn Hazm est plus vraisemblable, et la proximité du territoire des Zouaoua à celui des Kutama, ainsi que leur coopération avec ces derniers pour soutenir la cause d'Obeïd Allah, témoignent en faveur de cette opinion.

## Histoire

### Moyen Âge
La plus vieille mention historique des Aït Betroun date du XIVe siècle par l'historien du Moyen Âge, Ibn Khaldoun, dans son ouvrage, Histoire des Berbères (volume 1). Ibn Khaldoun nous dit :
De nos jours, les tribus zwawiennes les plus marquantes sont les Beni Idjer, les Beni Manguellat, les Beni Itroun, les Beni Yanni, les Beni Bou-Ghardan, les Beni Itouragh, les Beni Bou Yousef, les Beni Chayeb, les Beni Aïssi, les Beni Sedka, les Beni Ghoubrin et les Beni Gechtoula.
Mais le nom doit être plus vieux. La forme d'Ibn Khaldoun pour les Aït Betroun, « Beni Itroun », a été retrouvée en Espagne, précisément dans les îles Baléares, qui ont été conquises par le Califat de Cordoue au début du Xe siècle avec une armée partiellement berbère, ainsi que les Berbères Almoravides et Almohades (1106 et 1203 ap. J. -C.).
Revenant plus en arrière dans le temps. Les Zouaoua, dont font partie les Aït Betroun, ont, à côté des Sanhaja et des Kutama, joué un rôle fondamental dans la création et l'expansion du Califat fatimide en constituant une partie de l'armée qui avait renversé les Aghlabides et conquis la moitié du Maghreb, la Sicile, l'Égypte, le Levant et le Hedjaz.
Au XIe siècle, c'est-à-dire à l'époque des Sanhaja Hammadites, fraction des Zirids, Bougie (Béjaïa) fut bâtie sur le territoire des Zouaoua, et ces derniers furent obligés à faire leur soumission, mais ils refusèrent toujours de payer l'impôt, car dans leurs montagnes, ils n'avaient rien à craindre.

### Durant l'époque ottomane

#### Règne du Royaume de Koukou

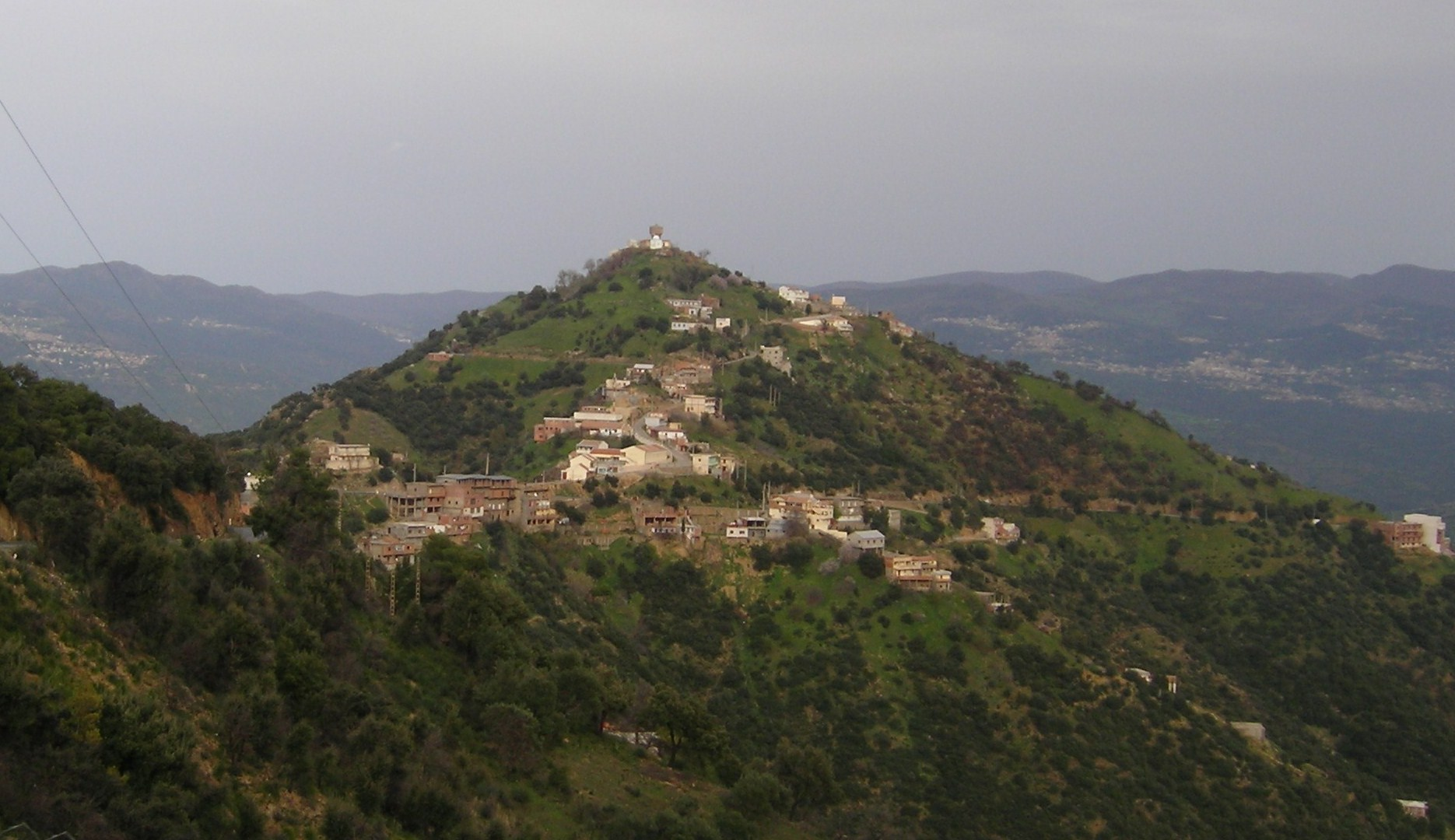
Le village de Koukou, capitale du Royaume de Koukou, dans la tribu des Aït Yahya.

Au début de la domination ottomane au Maghreb central (Algérie), la Kabylie a vu naître deux royaumes indépendants : le Royaume de Koukou en Grande Kabylie, et le Royaume des Aït Abbès en Petite Kabylie.
Les Aït Betroun et leurs voisins, les Aït Menguellet et les Aït Iraten, furent indépendants du Royaume de Koukou dont la famille royale, les Aït Ou el-Kadi, étaient originaires de la tribu des Aït Ghobri. L'anthropologue français Émile Masqueray dit à propos de cela :
« Les témoignages précis des indigènes limitent la domination du seigneur de Kouko à l’Ouad Bou-Behir et à l’Ouad des Amraoua. Son influence s’étendait sans doute beaucoup plus loin; mais, en dépit de ses arquebusiers et de sa cavalerie, il ne fut jamais maître de la montagne des Gaouaoua. »
Il n'y a pas non plus de preuve que les Aït ou el-Kadi aient prélevé des impôts auprès des tribus centrales du Djurdjura, dont les Aït Betroun. Cependant, selon Pièrre Boyer, le territoire de Koukou incluait les tribus de la Kabylie maritime, et aussi ceux des Aït Iraten et des Zouaoua proprement dits (Aït Betroun et Aït Menguellet), mais ces derniers étaient plutôt des alliés que des tribus soumises Ils ont participé dans les batailles aux côtés du Royaume de Koukou, notamment contre le Royaume des Aït Abbas au XVIe siècle.
Durant la guerre de succession des Iboukhtouchen (fraction des Aït Ou el-Kadi) peu avant 1596, les Aït Betroun ont été divisés en deux : les Aït Ouacif et les Aït Bou Akkach ont pris le parti d'Ourkho et rejoignirent le çoff oufella (parti d'en haut), tandis les Aït Yenni et les Aït Boudrar ont pris le parti d'Ali, frère d'Ourkho, et rejoignirent le çoff bouadda (parti d'en bas). Après l'effondrement du Royaume de Koukou au XVIIIe siècle, les Aït Betroun gardèrent encore leur indépendance.

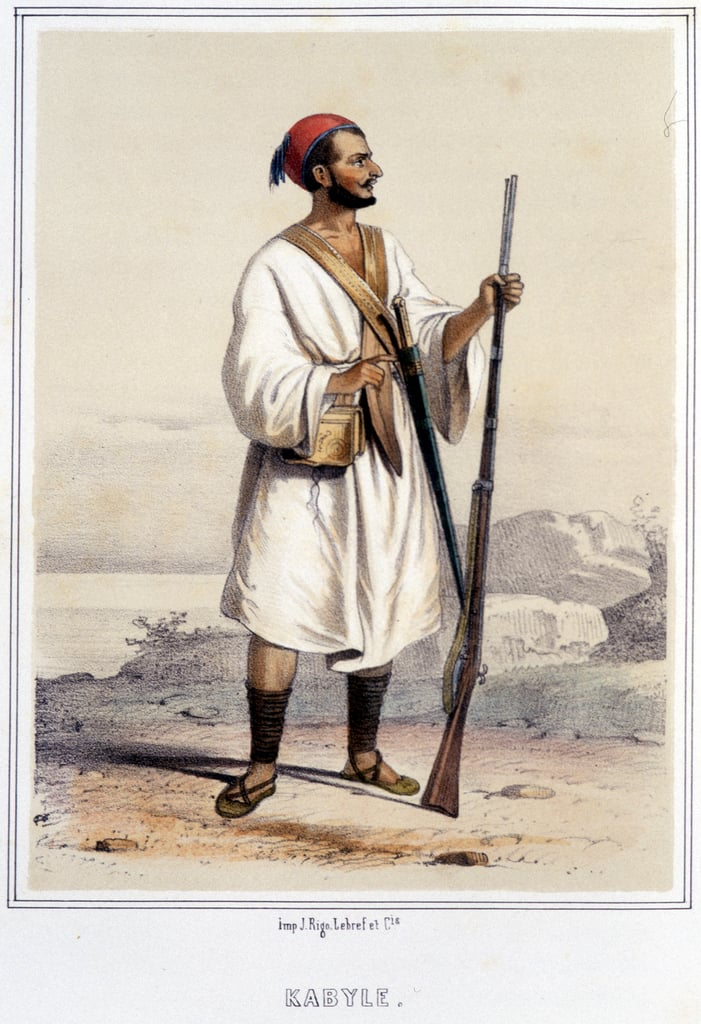
Mousquetaire de Kabylie.

#### Conflit avec la Régence d'Alger
En l'an 1746 ou 1747, les Ottomans sous le commandement du Bey Mohammed Ben Ali (surnommé « ed-Debbah », signifiant l’égorgeur) ont décidé de soumettre les Aït Betroun, qui, loin de reconnaître la puissance (turque) naissante, cherchaient à la détruire par tous les moyens possibles. Le Bey Mohammed s'attaque aux Aït Ouacif. Il tenta d'enlever le grand marché de la tribu, « Souk es-Sebt », signifiant le marché du samedi (le marché n'existe plus). Mais cette fois, la fortune, qui lui avait toujours été favorable, se tourna contre lui, et la tentative s'est terminée par un fiasco meurtrier pour les Ottomans, qui ont été repoussés et obligés de se retirer. Les Ottomans, vaincus, n'essaieront plus jamais de faire face aux Zouaoua proprement dits les armes à la main.

Battu par les armes, le bey espère prendre sa revanche en jouant de finesse. Un envoyé du bordj apporte du pain blanc aux Aït Ouacif avec promesse que, s’ils se soumettent, ce pain deviendra leur nourriture de chaque jour. Les Kabyles lui ont répondu :
« Reporte au bey son pain blanc, et répète-lui que nous préférons notre piment rouge, qui fait circuler le sang plus vif dans nos veines et nous donne plus d'ardeur encore pour combattre l'étranger. »
Une autre version similaire du récit : Le Bey, désespéré de son insuccès, essaya un subterfuge pour intimider ses adversaires. Il leur envoya une certaine quantité de pain blanc, en leur annonçant que c'était la nourriture journalière des siens. En réponse, les Kabyles lui adressèrent des beignets saupoudrés de ce poivre rouge dont la force est proverbiale, en accompagnant leur envoi de ces paroles :
« Ces aliments, recouverts d'une forte couche de poivre qui brûle notre sang lorsque nous les mangeons, ravivent notre ardeur guerrière, notre haine pour l'étranger et nous donnent la force nécessaire pour les exterminer. »
Après cet échec, les marabouts de la tribu ont annoncé à haute voix que le prophète était apparu au Bey, lui ordonnant de donner son cheval à boire à la fontaine du marché des Aït Ouacif. « Le bey viendra donc à cheval, ajoutent-ils, avec une faible escorte, et au nom du prophète nous lui devons bon accueil. » Sur ce, gros émoi et tumulte dans la tribu. « Non, le bey ne violera pas notre territoire, s’écrie le plus grand nombre. — Voulez-vous que le prophète vous maudisse? — Le prophète ne nous maudira point ; qu’ordonne-t-il ? Que le cheval de Mohammed boive à notre fontaine ; eh bien ! le cheval boira. » Une députation d'Aït Ouacif alla chercher le cheval, l'amena à boire et le ramena à son maître. Sans laisser le bey et son escorte mettre les pieds sur leur territoire.

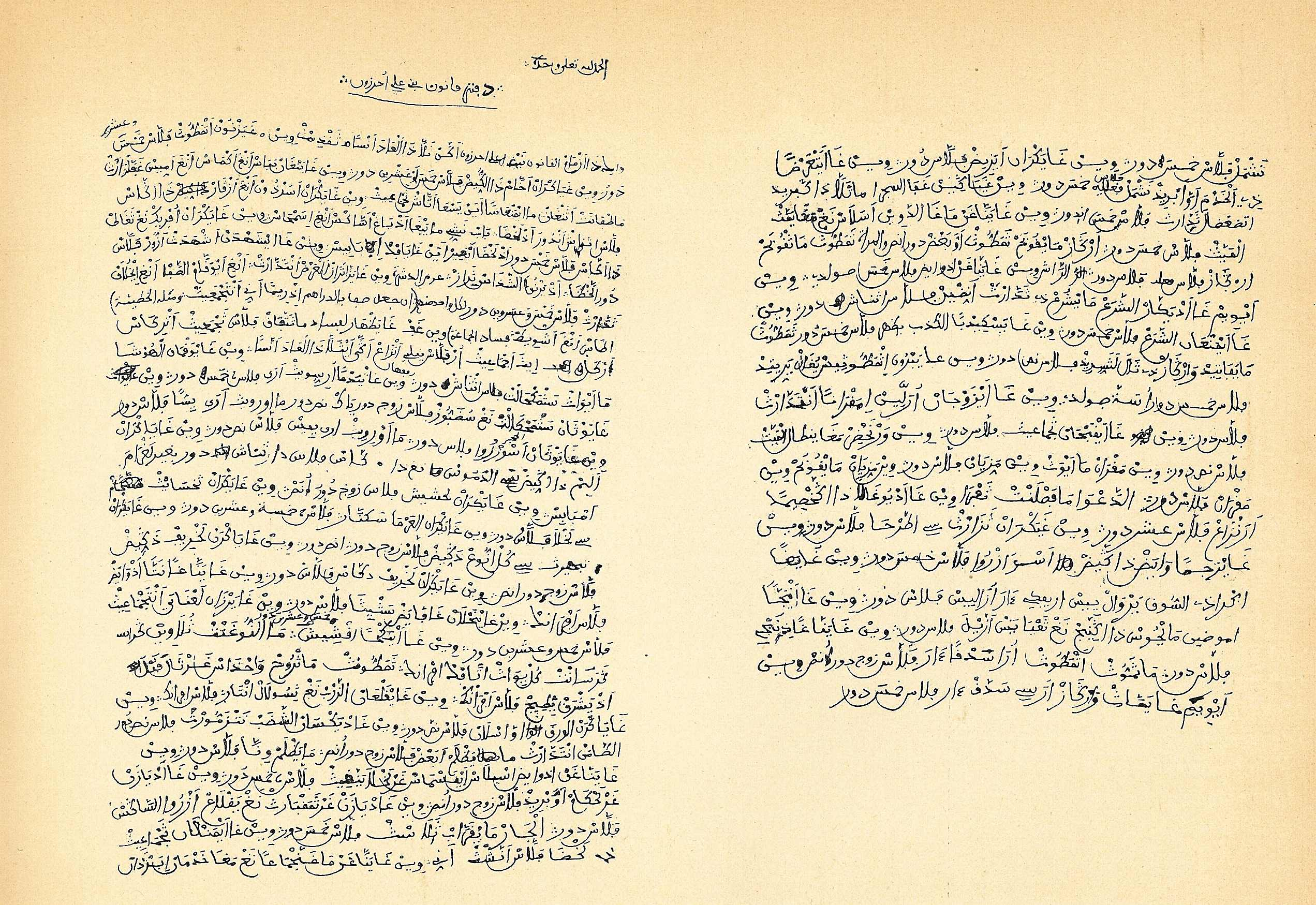
Manuscrit du qanun (lois) des Aït Ali Ou Harzoun, fraction des Aït Boudrar.

#### Délibération de l'Éxhérédation de la Femme de 1748-9
Deux ou trois ans après la victoire des Aït Ouacif contre les Ottomans, une assemblée a eu lieu dans le territoire de la tribu des Aït Ouacif entre les marabouts (saints) des tribus des Aït Betroun, incluant une tribu disparue peu après, les Aït Ou Belkacem. Dans une traduction en français du manuscrit original en arabe, il est écrit ainsi :
« Tout le monde se plaignait d'un état des choses dommageables, source de discordes, de troubles et de conflits dans les villages, les tribus et la confédération des Beni Betroun. L'assemblée générale prononça donc, à l'unanimité des voix :
1. L'exhérédation de la femme;
2. L'extinction du droit de retrait sur les biens immobilisés;
3. L'extinction du droit de préemption pour les filles, les sœurs et les orphelins;
4. La déchéance du droit au don nuptial pour la femme répudiée, ou veuve. »

Les Aït Betroun n'ont pas été les seuls à appliquer ces lois. D'autres tribus kabyles, comme les Aït Fraoussen et les Aït Iraten, et leur allié, les Aït Sedka, ont pris la même décision, même si ça contredit la Charia, la loi islamique. Le but de cette loi est d'éviter les étrangers, même quand il s'agit des Kabyles d'autres tribus, d'avoir des terres ou d'autres possessions dans les villages locaux.

#### Guerre Civile des Aït Betroun
Avant et durant l'assemblée de 1749, la confédération des Aït Betroun comprenait cinq tribus au lieu de quatre. Une est maintenant disparue, c'était la tribu des Aït Ou Belkacem. La tribu des Aït Ou Belkacem comprenait quatre villages : Taourirt el-Hadjadj (anciennement appelé Taxabit), Tassaft Ouguemoun, Aït Eurbah et Aït Ali Ou Harzoun. Tous ces villages ont été absorbés par les tribus voisines dans une date inconnue, mais bien après l'assemblée de 1749 durant une guerre tribale interne, car la tribu était mentionnée dans le manuscrit de l'exhérédation de la femme. Les Aït Yenni ont pris Taourirt el-Hadjadj, les Aït Boudrar ont pris Aït Ali Ou Harzoun, Aït Eurbah et Tassaft Ouguemoun, mais les deux derniers ont été repris par les Aït Ouacif.

Voici une légende des Aït Yenni à propos de cette guerre :
« Sidi Ali Ou Yahia, père de Sidi el-Mouhoub Ou Ali, venu du Maroc, se fixa à Takeralt-Tagueraguera. Un jour, sa négresse vint chercher des légumes à Taourirt-Mimoun. Les gens de la tribu des Aït Ou Belkassem enlevèrent les légumes à la négresse, qui raconta la chose au marabout. Le lendemain, celui-ci réunit les gens de la tribu des Beni Yenni et les décida à prendre les armes pour venger l'outrage qui venait de lui être fait. Il se mit à leur tête, et durant toute la bataille qui eut lieu, les coups de feu partaient de son bâton. Les Aït Ou Belkassem furent battus, et à partir de ce jour rayés de la carte géographique de la Kabylie. »

### Période française

#### Débarquement de Sidi-Ferruch
La première rencontre entre les Kabyles et les Français dans un champ de bataille était en l'an 1830 à Alger. Les Aït Betroun formaient avec les Aït Menguellet une seule confédération, connue sous le nom de Zouaoua en arabe (en kabyle: Igawawen), dont les contingents furent réunis par Sidi el-Djoudi, des Aït Boudrar, pour défendre la ville contre les Français.
Voici la liste des chefs des tribus des Aït Betroun lors du débarquement français à Sidi Ferruch :
- Les Aït Boudrar : Ali Nait Youcef Ou Ali
- Aït Ouacif : Ali Ou Mohamed Ou Kassi
- Aït Bou-Akkach : el-Hadj el-Mokhtar Naït Saïd
- Aït Yenni : Braham Ou Ahmed et le marabout Si el-Hadj Lamine.

Selon Jacques Lanfry, les Zouaoua proprement dits, dont font partie les Aït Betroun, se soulèvent ensemble et s'allient en 1849 aux Guechtoula et à d'autres du versant sud du Djurdjura pour attaquer les tribus de basse-Kabylie qui ont fait leur soumission au nouvel occupant venu remplacer le pouvoir turc.

La conquête du territoire des Zouaoua fut graduelle. Les Guechtoula furent les premiers Zouaoua à être attaqués par les Français, en l'an 1849. Beaucoup de tribus kabyles ont participé a cette bataille, notamment les Aït Betroun, qui ont envoyé 1,200 guerriers (sur 11,300 guerriers au total), dont 700 des Aït Ouacif, 300 des Aït Yenni et 200 des Aït Ali Ou Harzoun (tribu des Aït Boudrar). Celui qui avait réuni de nombreux contingents kabyles pour la bataille, le marabout Sidi el-Djoudi, est lui-même des Aït Betroun, plus précisément des Aït Boudrar. Mais la victoire était dans les mains des Français.

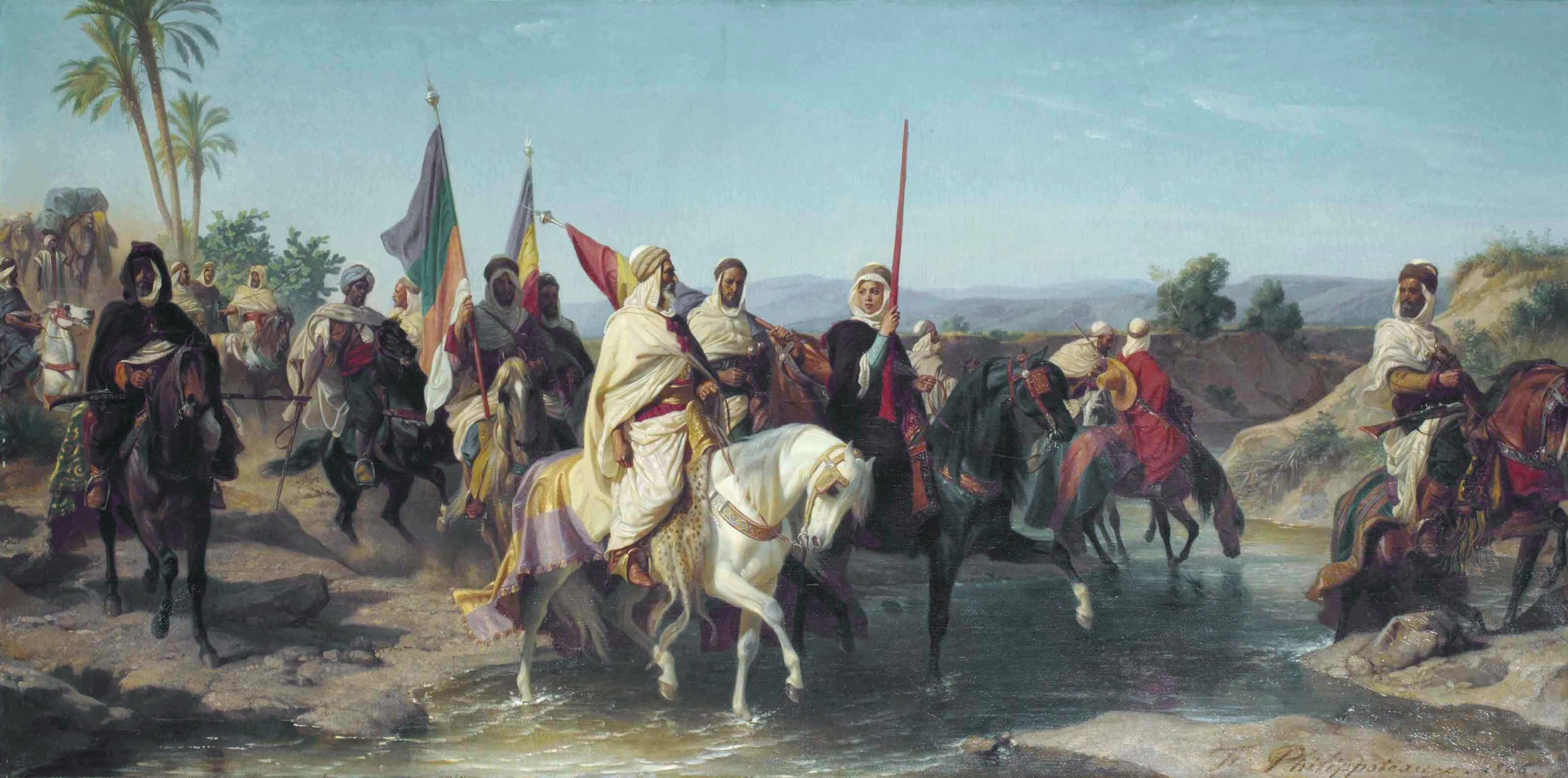
Chérif Boubaghla et Lalla Fatma n'Soumer (par Félix Philippoteaux, 1866).

#### Bataille du Haut Sébaou
En l'an 1854, les Français ont mené une tentative pour conquérir le reste du territoire des Zouaoua sous le commandement du Capitaine François Wolff, qui s'est terminée par une victoire pour les Kabyles dans la bataille du Haut Sebaou sous le commandement de Lalla Fatma N'Soumer et de Chérif Boubaghla.

#### Bataille d'Icheriden
3 ans après, les Français ont lancé une expédition définitive contre les tribus insoumises de la Grande Kabylie, cette fois-ci sous le commandement du Général Randon. Les troupes françaises ont commencé leur campagne militaire en marchant contre les Aït Iraten. Les Aït Betroun et beaucoup d'autres tribus Kabyles ont prêté main-forte aux Aït Iraten, mais ils furent vaincus. Après leur défaite, les Aït Iraten ont fait leur soumission le 28 mai. Juste après, certains de leurs alliés, les Aït Aïssi, les Aït Fraoussen, les Aït Ghobri et les autres, ont aussi fait leurs soumissions.

Après ces soumissions, les troupes coloniales sont allées contre les Zouaoua proprement dits. Deux villages des Aït Iraten n'ont pas encore tombé entre les mains des Français, le village d'Icheriden et d'Aguemoun Izem, et c'était dans le premier village que les combattants kabyles de nombreuses tribus se sont réunis et la bataille d'Icheriden était sur le point de commencer. En 24 juin, les combattants kabyles étaient de 3 à 4 000 hommes, composés des hommes les plus énergiques de la Kabylie, et avaient les munitions nécessaires, alors que les Français étaient fort de 7 000, dont 2 500 participeront à l'attaque, en plus d'artillerie. Après la fin de la bataille le 30 juin, les Français avaient 571 hommes hors de combat, incluant 28 officiers. Alors que les Kabyles, d'après eux, ont perdu 400 hommes, la plupart tués par l'artillerie ; le nombre des blessés est inconnu, mais on estime 1 000 au moins. Le pieux fanatisme avec lequel les Kabyles enlèvent leurs blessés et leurs morts rend impossible l'évaluation exacte de leurs pertes. Mais, 67 cadavres des leurs, trouvés soit derrière leurs barricades, soit dans les ravins de la montagne le jour même du combat et les jours suivants, témoignent des pertes subies par eux. Par la vivacité de la défense et le chiffre des pertes, le combat d'Icheriden est l'un des plus considérables des combats divers qui se sont donnés en Algérie.

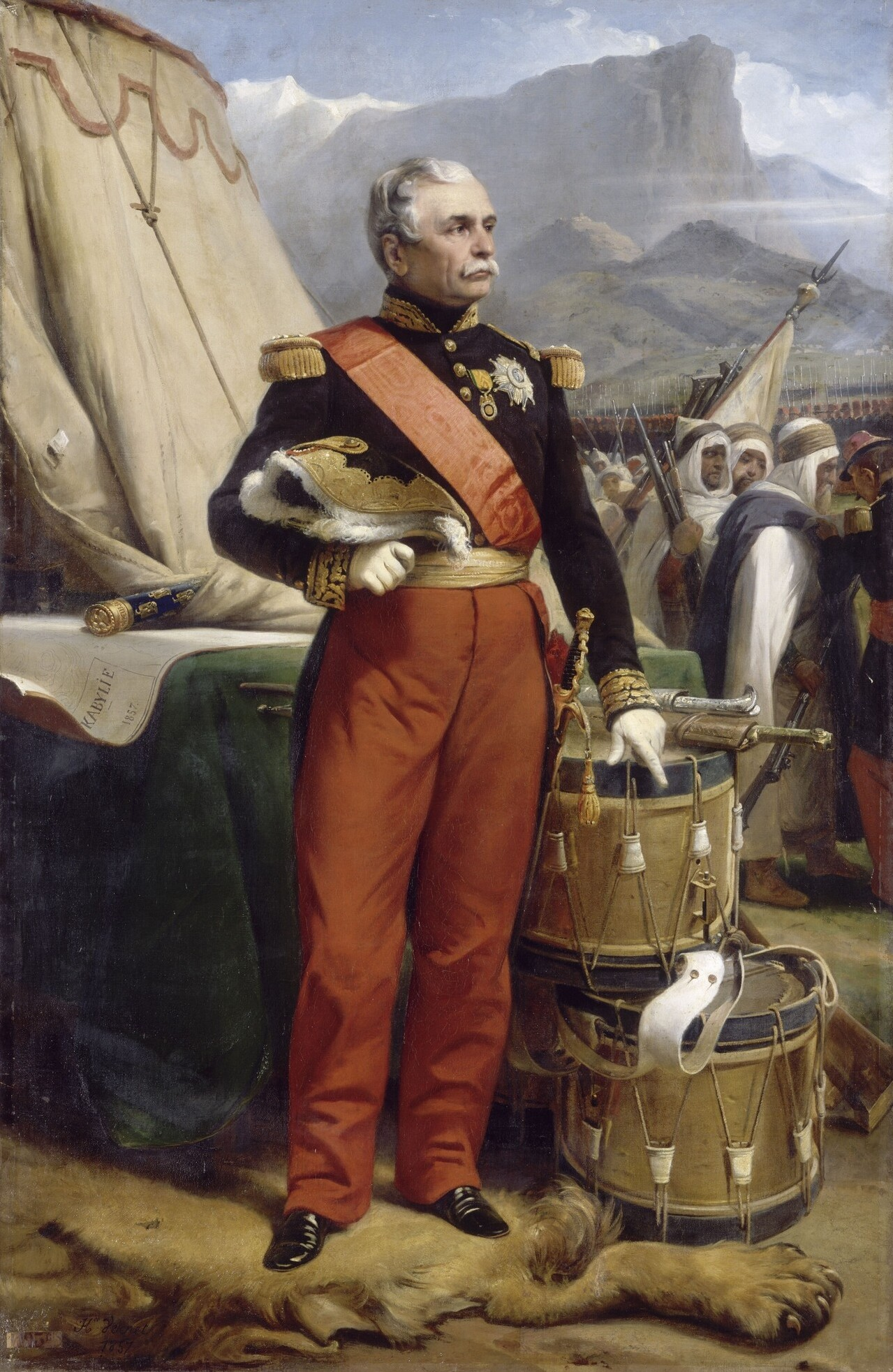
Le général Jacques Louis Randon en Kabylie.

Le jour après le commencement de la bataille d'Icheriden, deux divisions commencent à envahir le territoire des Aït Yenni. Pendant cette invasion, les tribus voisines pas encore soumises, telles que les Aït Boudrar, les Aït Ouacif et les tribus des Aït Menguellet, n'ont pas pu envoyer des hommes pour battre à leurs côtés, car ils étaient déjà à Icheriden et à Aguemoun Izem, une partie des Aït Yenni eux-mêmes étaient là-bas. Les contingents des Aït Yenni à Aguemoun Izem, dernier centre de résistance organisé, ne pouvaient pas arriver à temps pour prendre part à la défense de leur pays, et donc la défense était le devoir de la population restante dans la tribu, et même les femmes ont participé. Les Français ont capturé village après village facilement, et les ont brûlés et détruits en grande partie en punition de l'hostilité permanente des Aït Yenni, et de leur persistance à ne faire aucune offre de soumission. Le 27 juin, une autre division, celle de Maissiat, a pris le col de Chellata avec succès, mais leur causera 4 morts et 30 blessés, dont 3 officiers. Le dernier village des Aït Yenni capturé par les Français était celui de Taourirt el-Hadjadj, à l’extrémité de leur territoire, en 28 juin, et avait le même sort que les autres villages de la tribu. Après cette l'invasion du pays des Aït Yenni, les Français ont perdu seulement 7 hommes et avaient 44 blessés.
« La soumission des Aït Iraten et l'occupation du Souk Larbâa ont porté les premiers coups; l'indépendance berbère en avait été comme ébranlée, mais elle était encore debout. La double défaite d'Ichériden et des Aït Yenni est la grande défaite de la Kabylie : toutes les tribus ne sont pas soumises, mais toutes sont vaincues. L'élite de leurs guerriers a succombé dans un combat suprême; la tribu libre par excellence ne s'est défendue qu'à peine, et son territoire est aux mains de l'ennemi. »
— Émile Carrey, Récits de Kabylie: campagne de 1857, p. 201
Même si le territoire des Aït Yenni est complètement sous occupation française, ils n'ont toujours pas fait d'offre de soumission. Plus de quinze mille hommes avec tous les convoyeurs, les chevaux, les bêtes de somme et les bestiaux qui les suivent, sont étalés sur le pays des Aït Yenni, brûlant leurs maisons, bouleversant leurs champs, foulant leurs moissons. Le maréchal leur fait savoir, en outre, que s'ils ne viennent pas se soumettre dès le lendemain, il fera couper tous leurs arbres jusqu'au dernier.
Les Kabyles furent encore vaincus le 30 juin, à Aguemoun Izem, le dernier centre de résistance organisé des Kabyles insoumis, qui fut occupé par les Français. Le même jour, les Aït Betroun, qui sont les Aït Yenni, qui avaient leurs villages détruits et brulés ; les Aït Ouacif, qui étaient déjà en guerre civile ; les Aït Boudrar, ont tous faits leurs soumissions, sauf les Aït Bou Akkach, qui n'étaient pas directement exposés aux dangers. Ils étaient, comme le reste des Kabyles, épuisés par cette guerre, dans laquelle ils avaient perdus beaucoup d'hommes en participent à la défense d'Alger, des Guechtoula, des Aït Iraten, et des villages d'Icheriden et d'Aguemoun Izem, aux côtés de leurs voisins, les Aït Menguellet, qui étaient incapables de se défendre face aux Français le jour après, et ont donc apporté leur soumission eux aussi, avec les Aït Bou Akkach et les Aït Yahya, quelques jours après.
La confédération des Aït Betroun avait perdu beaucoup de ses hommes durant l'époque française à cause de leur résistance face l’envahisseur. Par exemple, le village de Taourirt Mimoun des Aït Yenni avait environ 2,000 à 3 000 habitants en 1857, mais en 1868, il n'y avait que 830 habitants et 770 en 1879, 8 ans après la révolte de Mokrani à laquelle les Aït Betroun ont participé.

## Les tribus
Les Aït Betroun se divisent en quatre :
- Aït Yenni (6 villages) : Aït Lahcène, Aït Larbâa, Taourirt Mimoun, Agouni Ahmed, Tigzirt et Taourirt el-Hadjadj.
- Aït Ouacif (8 villages) : Aït Abbès, Zoubga, Zahloun, Aït Bou Abderahmane, Tikidount, Tiqichourt Aït Rbaḥ et Tassaft Ouguemoun (les deux derniers font couramment partie de la commune d'Iboudraren).
- Aït Boudrar (7 villages) : Ighil Bouammas, Tala n Tazart, Aït Ali Ou-Harzoun, Bouadnane, Derna, Aït Allaoua et Aït Ouabane (commune d'Akbil).
- Aït Bou Akkach (4 villages) : Tiroual (commune d'Aït Boumehdi), Zaknoun, Tiguemounine, Aït Sidi Athmane (les trois appartiennent à la commune de Ouacif).

| Âarch                       | Population (1840)             | Fusils        | Ouvriers en métaux    | Moulins    |
| --------------------------- | ----------------------------- | ------------- | --------------------- | ---------- |
| Aït Yenni ( villages)       | 7,200 habitants (2,250 armés) | 1,325 fusils  | 46 ouvriers           | 33 moulins |
| Aït Ouacif (7 villages)     | 8,100 habitants 2,600 (armés) | 1,230 fusils  | 15 ouvriers           | 17 moulins |
| Aït Boudrar (6 villages)    | 7,100 habitants (2,210 armés) | 1,225 fusils  | 30 ouvriers           | 23 moulins |
| Aït Bou Akkach (4 villages) | 3,990 habitants (1,260 armés) | 765 fusils    | 0 ouvriers            | 5 moulins  |
| TOTAUX(24 villages)         | 26,390 hab. (8,320 armés)     | 4,535 fusils. | 91 ouvriers en métaux | 78 moulins |

| Tribus         | 1840   | 1858  | 1868   | 1872   | 1950   |
| -------------- | ------ | ----- | ------ | ------ | ------ |
| Aït Yenni      | 7,200  | 2,378 | 5,139  | 4,466  | 8,371  |
| Aït Ouacif     | 8,100  | 2,722 | 5,532  | 4,749  | 8,013  |
| Aït Boudrar    | 7,100  | 2,400 | 5,958  | 5,037  | 7,767  |
| Aït Bou Akkach | 3,990  | 1,518 | 3,120  | 2,680  | 6,308  |
| TOTAUX         | 26,390 | 9,018 | 19,749 | 16,932 | 30,459 |

Dans les années 1840, les Aït Betroun étaient forts d'environ 8 320 hommes en état de porter les armes, sur une population d'à peu près 26 390 habitants. Ils avaient 91 ouvriers en métaux, 4 535 fusils et 78 moulins à huile et à farine durant la conquête française. La population des Aït Betroun était de 19 749 habitants en 1868, et de 16 932 habitants en 1872, repartis sur 23 villages.

## Langue
Les Aït Betroun sont tous berbérophones. Le kabyle reste toujours la langue dominante de la région.
Le dialecte local, tout celui comme leurs voisins, se caractérise par l'absence du son /ʕ/, c'est-à-dire le son « 'Ayn » arabe [ع], qui est toujours remplacé par le son /a/. D'après certains linguistes, le son /ʕ/ est d'origine étrangère du berbère, qui est venu grâce au contact avec les peuples sémitiques[réf. nécessaire].

## Personnalités

### Hommes politiques et révolutionnaires
- Amirouche Aït Hamouda, colonel de l'Armée de libération nationale (ALN) et chef de la wilaya III pendant la guerre d'indépendance de l'Algérie, originaire du village de Tassaft Ouguemoune (commune d'Iboudraren) des Aït Ouacif.Photo du colonel Amirouche.

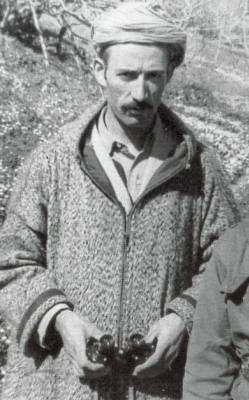
Photo du colonel Amirouche.

- Amar Ould Hamouda, cousin du colonel Amirouche, était un militant nationaliste berbère. Il fut assassiné en mars 1956 par le FLN.
- Nordine Ait Hamouda, fils du colonel Amirouche, est un député algérien.
- Kasdi Merbah, militaire et homme d'État algérien et fondateur de la Sécurité Militaire (SM), originaire d'Aït Lahcène des Aït Yenni.
- Ahmed Boumendjel, avocat et homme politique algérien, originaire des Aït Yenni.
- Ali Boumendjel, jeune frère d'Ahmed, avocat et militant politique algérien.
- Djaffar Ouahioune, était un membre fondateur du Mouvement Culturel Berbère. Il fut assassiné en mai 1997.
- M'barek Ait Menguellet, militant nationaliste berberiste algérien, originaire d'Ighil Bouamas de la tribu des Aït Boudrar.
- Mustapha Laliam, ancien combattant et révolutionnaire du FLN durant la guerre d'Algérie, originaire des Aït Yenni.
- Ahmed Ouyahia, homme politique et ancien premier ministre d'Algérie, originaire du village de Bouadnane des Aït Boudrar.
- Bélaïd Abdessalam, ancien ministre sous Houari Boumédiène, originaire des Aït Boudrar.
- Augustin-Belkacem Ibazizen, avocat, homme politique et écrivain français, originaire d'Aït Larbâa des Aït Yenni.
- Mustapha Bacha, militant nationaliste berberiste algérien, originaire de Tassaft Ouguemoune (commune d'Iboudraren) des Aït Ouacif.

### Littérature et poésie
- Mohand Idir Aït Amrane, poète, militant nationaliste berberiste algérien, originaire de Tikidount des Aït Ouacif.
- Mohya, originaire d'Aït Rbaḥ (commune d'Iboudraren) des Aït Ouacif, était un auteur, parolier, adaptateur et poète algérien kabyle prolifique.
- Chabane Ouahioune, écrivain, auteur et journaliste d'expression française, originaire de Tassaft Ouguemoune (commune d'Iboudraren) des Aït Ouacif.
- Mouloud Maameri, écrivain, anthropologue, linguiste spécialiste de la langue et de la culture berbères, originaire de Taourirt Mimoun des Aït Yenni.
- Salima Aït Mohamed, journaliste, écrivain, poète, conférencière et calligraphe française, originaire d'Aït Rbaḥ (commune d'Iboudraren) des Aït Ouacif.
- Mohamed Benhamadouche (connu sous le nom de Ben Mohamed), poète d'expression kabyle et ancien producteur et animateur de renom sur la Chaîne 2 de la radio algérienne en kabyle, originaire de Tikidount des Aït Ouacif.
- Malha Benbrahim-Benhamadouche, historienne, spécialiste de l'oralité et l'histoire de la Kabylie, originaire des Aït Ouacif.

### Sport
- Hocine Metref, ancien footballeur qui a joué à l'USM Alger, la JS Kabylie et le MC Alger, originaire des Aït Yenni.
- Yazid Mansouri, ancien footballeur international algérien qui joue au poste de milieu défénsif, originaire des Aït Ouacif.
- Mahieddine Khalef, ancien sélectionneur de l'équipe nationale, et de la JS Kabylie, originaire des Aït Yenni.
- Hakim Medane, ancien footballeur a l'USM Harrach et à la JS Kabylie, originaire des Aït Yenni.
- Ameur Benali, ancien footballeur internationale algérien qui a joué au poste de milieu de terrain, notamment au MC Alger, originaire des Aït Ouacif.
- Brahim Zafour, ancien footballeur internationale algérien qui a joué pour la JS Kabylie et JSM Béjaia, originaire des Aït Yenni.

### Musique

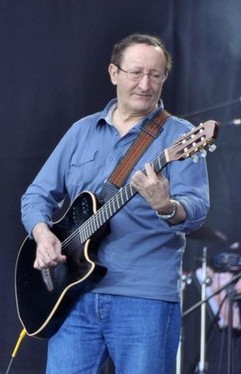
Idir en 2011.

- Idir, chanteur, auteur-compositeur-interprète et musicien algérien d'expression kabyle, originaire d'Aït Lahcène des Aït Yenni.
- Lounis Aït Menguellet, chanteur, auteur-compositeur-interprète et musicien algérien d'expression kabyle, originaire d'Ighil Bouammas des Aït Boudrar.
- Brahim Izri, chanteur et auteur-compositeur-interprète algérien d'expression kabyle, originaire d'Aït Lahcène des Aït Yenni.
- Amar Ezzahi, chanteur, compositeur et interprète de musique chaâbi, originaire d'Ighil Bouammas des Aït Boudrar.
- Amar Medjkane (connu sous le nom de Hassan Abassi), auteur-compositeur-interprète algérien d'expression kabyle, originaire du village d'Aït Abbas des Aït Ouacif.

### Peinture
- Djaffar Benmesbah, artiste-peintre et journaliste algérien, originaire des Aït Ouacif.
- Azouaou Mammeri, peintre, originaire de Taourirt Mimoune des Aït Yenni.
- Ali Silem, peintre et graveur algérien, originaire de Taourirt El Hadjadj des Aït Yenni.

## Galerie

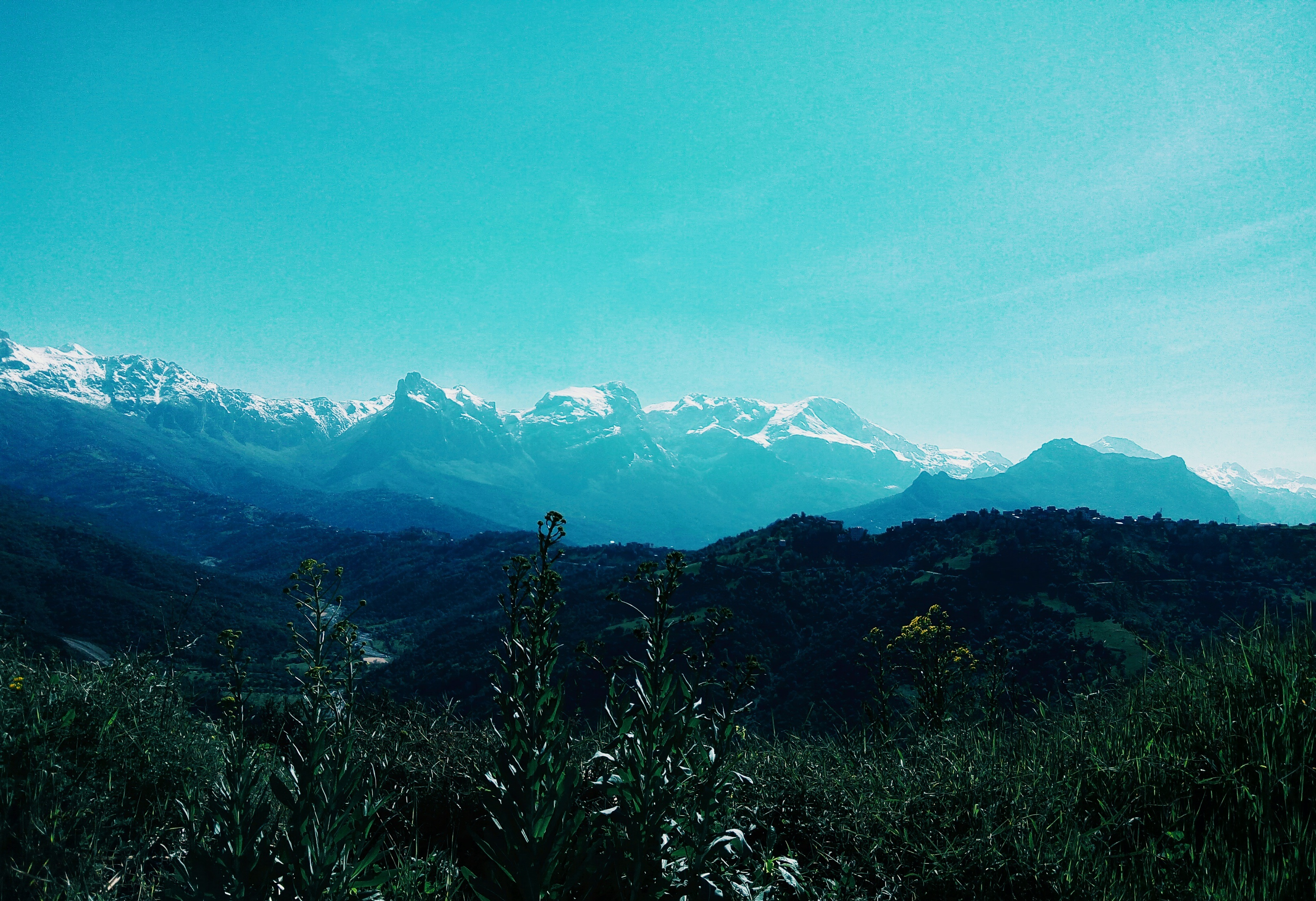
La chaîne de Djurdjura vue d'Ath Yenni.
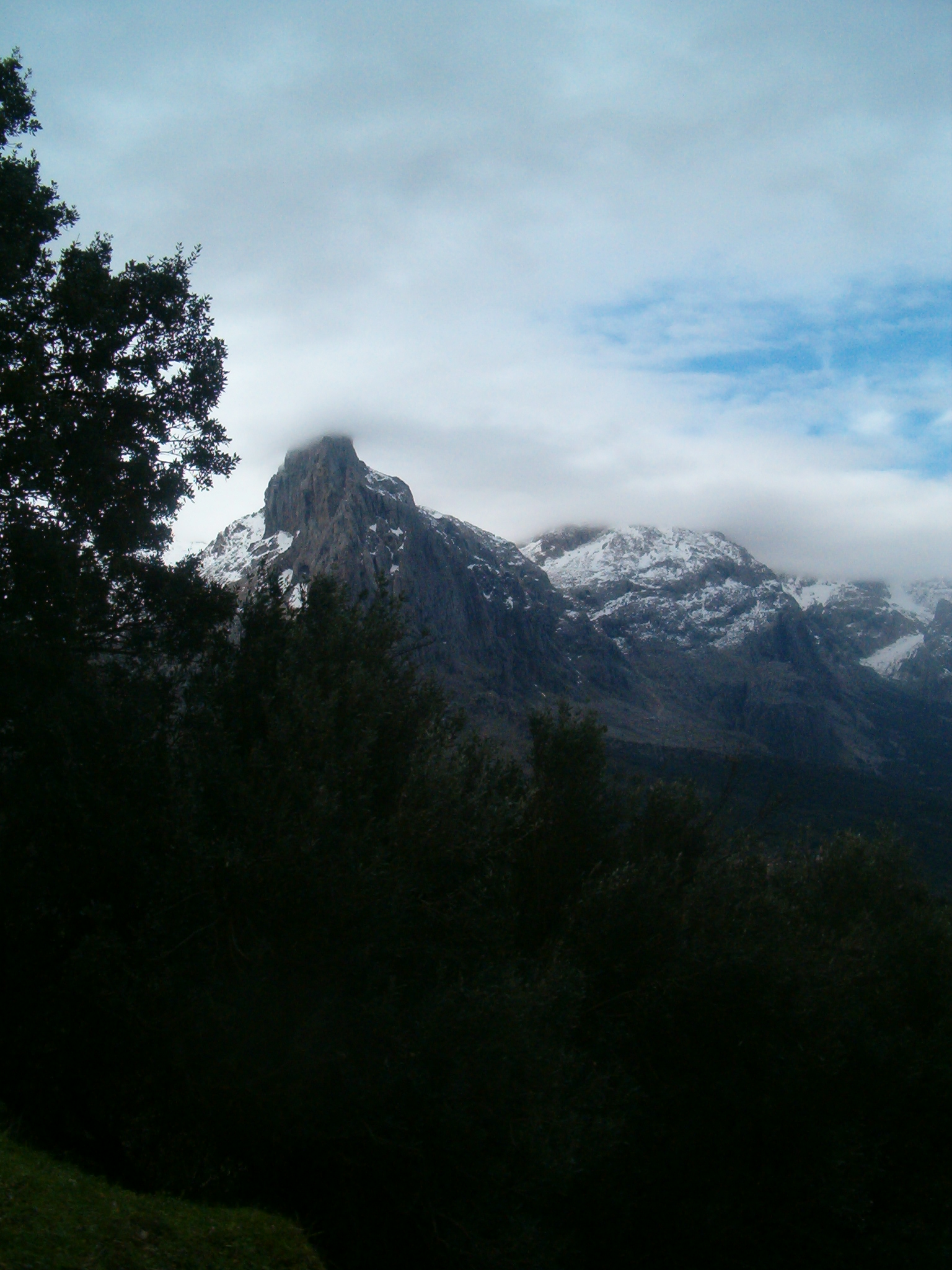
Thaletat, vu d'Aït Ouacif.
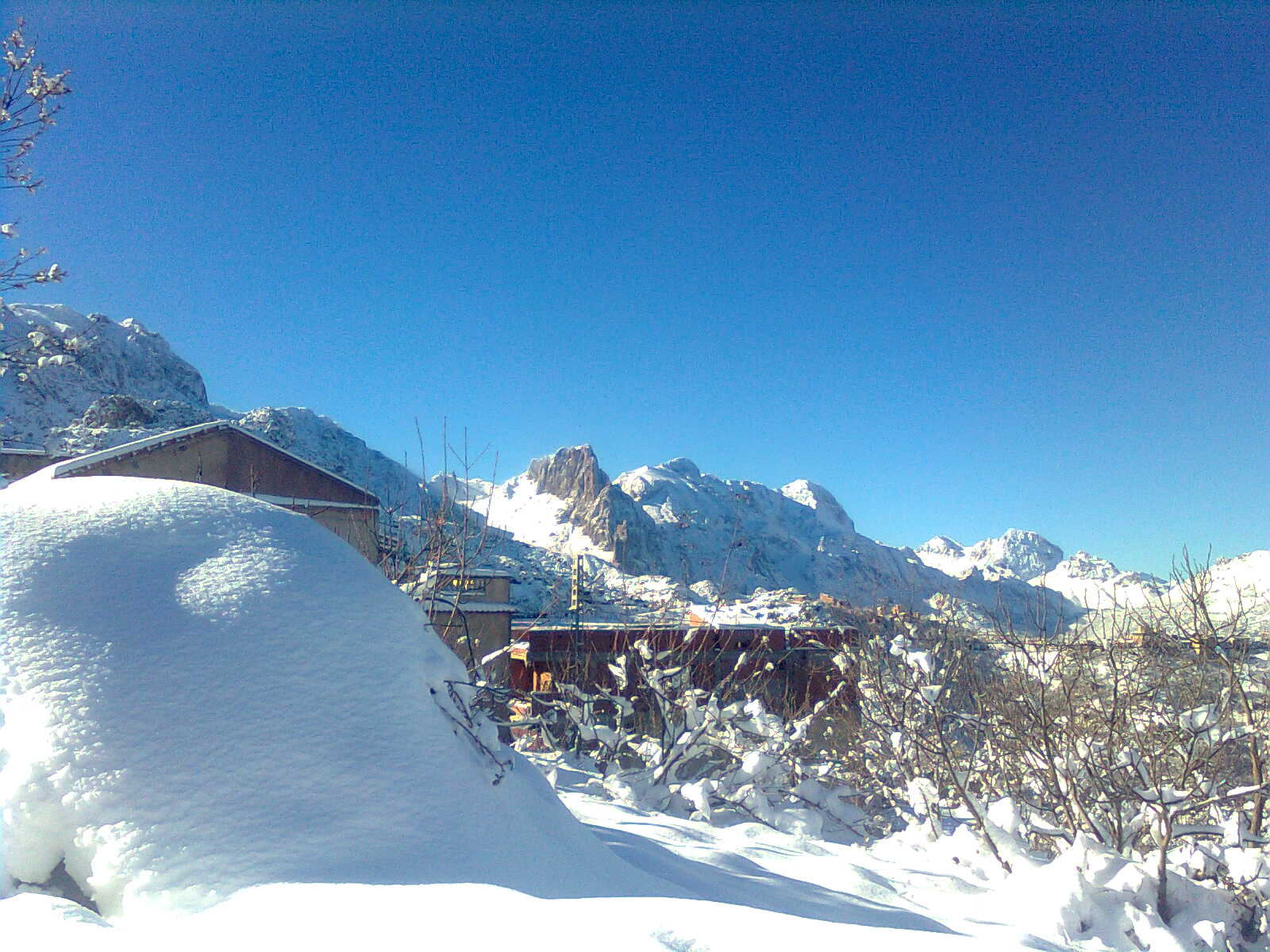
Thaletat enneigé vu de Tala n'Tazert des Aït Boudrar.